# Xã Winfield, Quận Renville, Minnesota
Xã Winfield (tiếng Anh: Winfield Township) là một xã thuộc quận Renville, tiểu bang Minnesota, Hoa Kỳ. Năm 2010, dân số của xã này là 224 người.